# Seninka
Seninka är en ort i Tjeckien.   Den ligger i regionen Zlín, i den östra delen av landet, 270 km öster om huvudstaden Prag. Seninka ligger 434 meter över havet och antalet invånare är 318.
Terrängen runt Seninka är lite kuperad. Runt Seninka är det ganska tätbefolkat, med 78 invånare per kvadratkilometer. Närmaste större samhälle är Vsetín, 7,6 km norr om Seninka. I omgivningarna runt Seninka växer i huvudsak blandskog.